# 玉櫛媛
玉櫛媛（たまくしひめ、玉櫛姫）は、日本神話に登場する女性。初代皇后の媛蹈鞴五十鈴媛命の母として知られる。三島溝樴姫（みしまのみぞくいひめ）、勢夜陀多良比売（せやだたらひめ）、活玉依毘売（いくたまよりひめ）ともいう。
三嶋溝抗命の子である。

## 記録
以下、太字にした人名は玉櫛媛のことである。

### 神代紀・地祇本紀
『日本書紀』第8段の第6の一書では、「又曰」として、事代主神が八尋熊鰐となって三島溝樴姫（みしまのみぞくいひめ。或いは玉櫛姫という。）に通って生まれた子が姫蹈鞴五十鈴姫命（神武天皇の皇后）であるとする。
『先代旧事本紀』の「地祇本紀」によれば、都味歯八重事代主神（つみはやえことしろぬし の かみ）は八尋熊鰐となって三島溝杭（みしまのみぞくい）の娘である活玉依姫（いくたまよりひめ）のもとに通い、以下の三子を生んだという。
- 天日方奇日方命（あめのひがたくしひがた の みこと、阿田都久志尼命）
神武天皇の時代に申食国政大夫となる。三輪氏・賀茂氏の祖。
- 姫踏韛五十鈴姫命（ひめたたらいすずひめ の みこと）
神武天皇の皇后で、綏靖天皇などの母。
- 五十鈴依姫命（いすずよりひめ の みこと）
綏靖天皇の皇后で、安寧天皇の母。

### 神武-安寧天皇紀・神武天皇記・天皇本紀
『日本書紀』神武天皇段によれば、人（名は不明）が天皇に
「事代主神三島溝橛耳神の女玉櫛媛に共して生める児、号を媛蹈鞴五十鈴媛命と曰う。是国色の秀者。」
と奏したという。綏靖天皇段によれば、媛蹈鞴五十鈴媛命は事代主神の娘だという。安寧天皇段によれば、五十鈴依媛命も事代主神の娘であるという。
『先代旧事本紀』の「天皇本紀」によれば、人（名は不明）が神武天皇に
「事代主神三島溝橛耳神の女玉櫛媛と生める児、号を媛蹈鞴五十鈴媛命と曰う。是国色の秀者なり。」
と奏したという。また、媛蹈鞴五十鈴媛命および五十鈴依媛命は事代主神の娘であるという。
『古事記』神武天皇段によれば、神武天皇が大后とする美人を求めた時、大久米命が
「此間（ここ）に媛女（おとめ）有り、是神御子と謂う。其を神御子なりと謂（もう）す所以（ゆえ）は、三嶋湟咋の女、名は勢夜陀多良比売、其れ容姿麗美故、美和の大物主神、見感でて、其の美人（おとめ）の大便為すの時に、丹塗矢と化（な）りて、其の大便為すの溝の流下より、其の美人のほとを突きたまいき。爾（かれ）其の美人驚きて、立ち走りいすすきき。乃（か）くて其の矢を将来して、床辺に置きしかば、忽ちに麗しき壮夫（おとこ）に成りて、即ち其の美人を娶りて子を生む。名は富登多多良伊須須岐比売命と謂（もう）す。亦の名は比売多多良伊須気余理比売と謂す。故（かれ）是（ここ）を以て神御子とは謂すなり。」
といったという。

## 諸説
『古事記』に記述されている大物主との神婚譚に関しては、『土佐国風土記』逸文に類した話があり、三輪山神婚説話に分類される（後述書 p.136）。この三輪山神婚説話の類型は、ユーラシアの北半球から北アメリカ、そして朝鮮半島からモンゴルにまで分布する、太陽（妹）に月（兄）が恋をし、夜に来訪する恋人の正体をつかもうとして、太陽は恋人の顔に煤（すす）をつけ、朝になって兄の顔に煤がついていた、という話のモチーフが変化したものが三輪山神婚説話であるという考え（坂本太郎 他注『日本書紀 上』）もある（志田諄一 『<日本史=21> 風土記の世界』 教育者 1979年 p.137）。